# 小山田町 (鹿児島市)
小山田町（こやまだちょう）は、鹿児島県鹿児島市の町。旧薩摩国日置郡鹿児島近在小山田村、薩摩国鹿児島郡鹿児島近在小山田村、鹿児島郡伊敷村大字小山田。人口は2,247人、世帯数は1,169世帯（2020年4月1日現在）。郵便番号は5199番地・5200番地・5205番地は899-2531、その他は891-1231。

## 地理
鹿児島市の北部、平成の大合併前の鹿児島市域の北西端にあり、甲突川の中流域に位置している。町域の北方には郡山町、東俣町、南方には犬迫町、日置市伊集院町竹之山、西方には日置市伊集院町中川及び鹿児島市西俣町、東方には川田町、皆与志町が接している。
小山田町内には2013年現在で上、中ノ甲、上原、名越、下、永吉の6つの町内会が存在している。北西の郡山地域から甲突川が南東方向に流れる。国道3号が東西を通り、国道328号が小山田町交差点から分岐する。近年は、鹿児島県道210号小山田谷山線のバイパス開通などによる交通の改善により鹿児島市南部方面への交通も利便性が増している。

### 河川
- 甲突川
  - 川田川
  - 東俣川
  - 小山田川

## 歴史

### 中世の小山田
小山田という地名は鎌倉時代より見え、薩摩国満家院のうちであった。江戸時代初期まで隣接する郡山地域（旧・日置郡郡山町）の一部及び比志島（現在の皆与志町の一部）と共に満家院に属していた。満家院の院司であった加治木氏の加治木資宗が小山田の領主となったが、子の幸光が承久の乱の際に京方についたことで没落して、その後は税所氏が小山田の領地を得た。
南北朝時代から室町時代前期にかけて満家院に対する伊集院氏の影響力が強まり、比志島氏の領地内にも影響を与えていた。貞治2年（1363年）には伊集院忠国によって満家院小山田中俣内水田五町・薗九所が伊集院の円勝寺（のちの広済寺）に寄進されており、満家院内に伊集院氏の私領があったとみられる。応永20年（1413年）から応永21年（1414年）にかけて伊集院頼久が満家院に侵入して小山田の小山田城で島津久豊の一派である比志島久範、小山田範清と争ったが、小山田城を破ることはできなかった。比志島勢は敗走する伊集院勢を犬迫村（現在の犬迫町）や竹之山村（現在の日置市伊集院町竹之山）・石谷村（現在の石谷町）まで追撃した。

### 近世の小山田

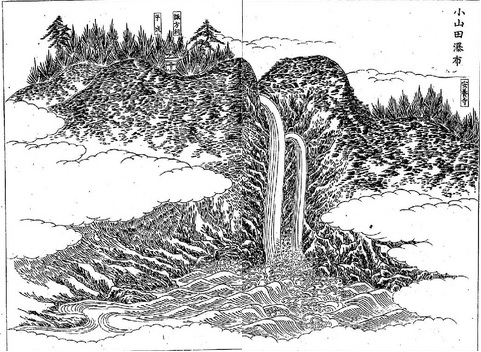
小山田瀑布（三国名勝図会）

江戸時代には薩摩国日置郡鹿児島近在のうちであった。村高は「天保郷帳」では2,097石余、「郡村高辻帳」では2,097石余、「三州御治世要覧」では1946石余、「旧高旧領取調帳」では1,836石余であった。鹿児島近在のうちでは遠名とされていた。遅くとも1871年以前に日置郡から鹿児島郡に移管されており、明治時代初期の「旧高旧領取調帳」では鹿児島郡のうちとされている。
薩摩藩の地誌である「三国名勝図会」では小山田村にある小山田瀑布について以下のように記述している。

小山田瀑布　小山田村、平城の北にあり、其源は郡山邑の山中に出て、南より北に落る瀑布なり、高さ凡そ五丈五尺、横狭く、水勢壮なり、土俗是を陽瀑といふ、或は布引の瀑と名く、左右古藤多し、下流は神月川に入る、又平城の南に陰瀑とて、僅に高さ二丈許りなる飛泉あり、水少し、
—三国名勝図会巻之二

### 町村制施行以後
1889年（明治22年）4月1日に町村制が施行されたのに伴い、鹿児島近在のうち上伊敷村、下伊敷村、小野村、犬迫村、小山田村、皆房村、比志島村の区域より鹿児島郡伊敷村が成立した。それまでの小山田村は伊敷村の大字「小山田」となった。
1892年（明治25年）には鹿児島県が道路拡張に着手し、主要県道であった小山田から郡山村を経て宮之城に至る県道三等郡山街道（現在の国道328号の一部）の改良が行われた。1898年（明治31年）に鹿児島電気（九州電力の前身の一つ）によって九州地方初となる水力発電所が小山田の甲突川に設置された（設置当時の出力は60 キロワット）。鹿児島市街の電灯や下伊敷に所在していた大日本帝国陸軍歩兵第45連隊の兵営にも供給された。建設当時は人気の観光スポットとなっていたという。小山田発電所は2020年（令和2年）現在も稼働しており、出力は240 キロワットとなっている。
1950年（昭和25年）10月1日には、伊敷村が鹿児島郡東桜島村とともに鹿児島市に編入された。これに伴い、同年10月18日に鹿児島県公報に掲載された鹿児島県の告示である「 鹿兒島市の一部大字の變更」により、伊敷村が鹿児島市に編入された10月1日に大字小山田の区域を以て新たに鹿児島市の町「小山田町」が設置された。
1993年（平成5年）の8月に鹿児島地方で大きな被害を及ぼした平成5年8月豪雨によって8月6日に小山田町を流れる甲突川が氾濫し、その影響で甲突川から60メートル離れた小山田町名越付近のシラスの上を通る国道3号の路盤が延長80メートルにわたって抉り取られて決壊した。これにより国道3号が通行止めとなり、しばらく迂回路が使用され、同年11月25日まで通行止め規制が行われ、河川の付け替えの必要があることから仮設道路での復旧となった。被災後は河川激甚対策特別緊急事業によって小山田町の塚田橋から鹿児島湾に流出する河口までの区域で河川改修が行われた。
2000年（平成12年）には鹿児島市によって小山田町一里原に営農団地が造成され、丘陵地帯に11.1 ヘクタールの農地が造成された。2005年（平成17年）4月には鹿児島県道210号小山田谷山線のバイパス道路が開通し松元方面と結ばれた。

## 人口
以下の表は国勢調査による小地域集計が開始された1995年以降の人口の推移である。
| 年                 | 人口  |
| ------------------ | ----- |
| 1995年（平成7年）  | 3,256 |
| 2000年（平成12年） | 3,096 |
| 2005年（平成17年） | 2,901 |
| 2010年（平成22年） | 2,673 |
| 2015年（平成27年） | 2,357 |

## 施設

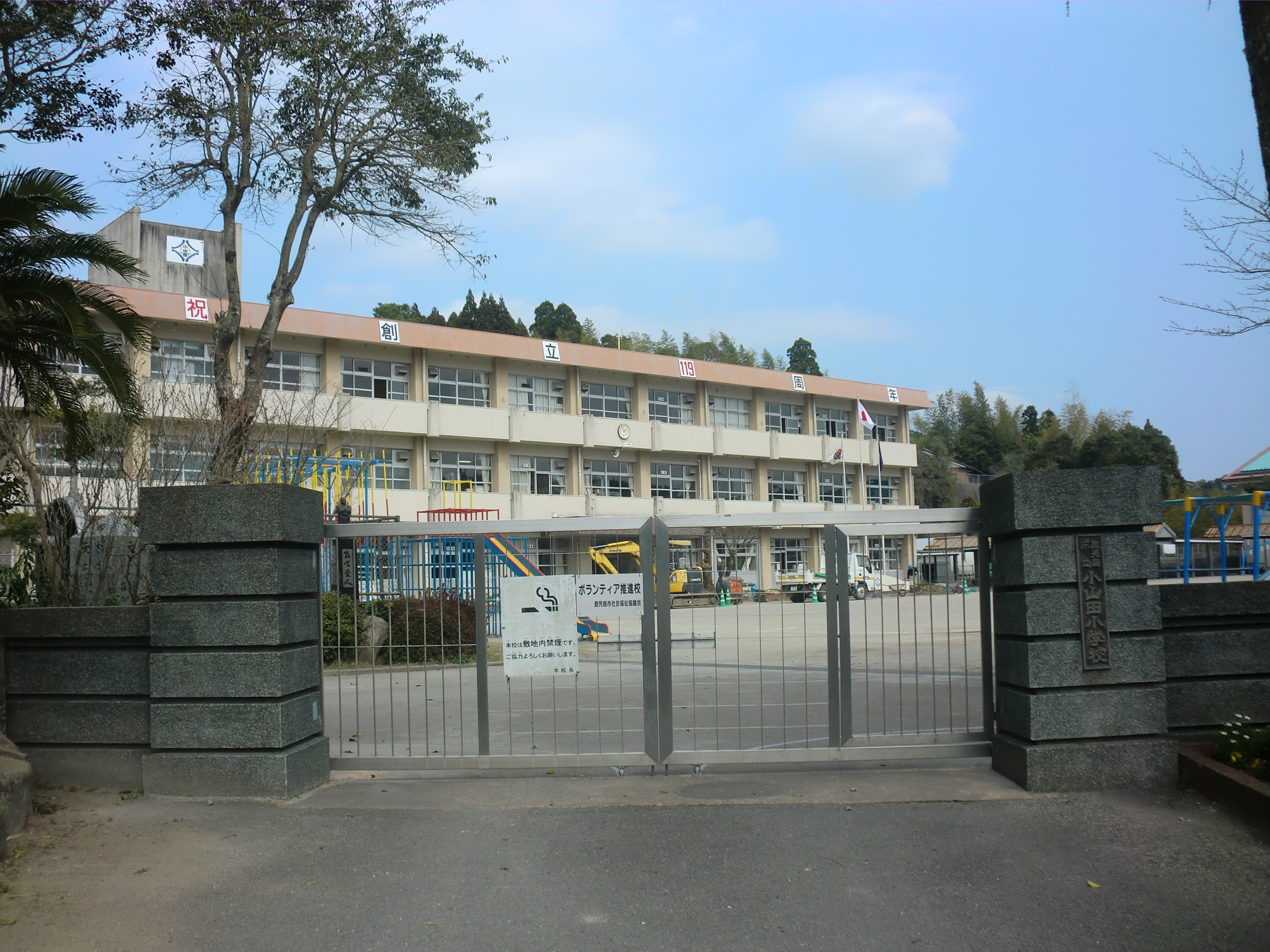
鹿児島市立小山田小学校

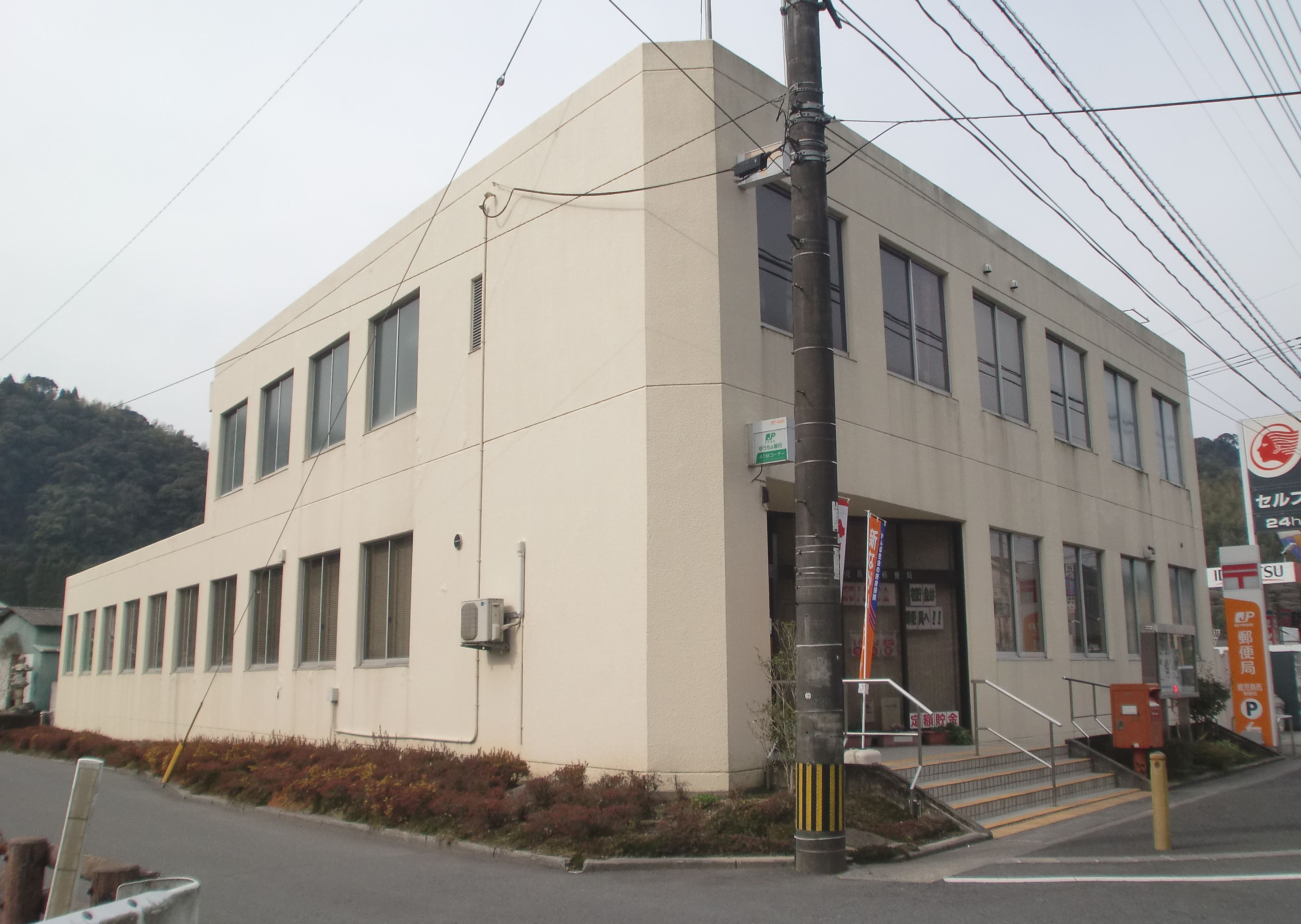
鹿児島西郵便局

### 公共
- 鹿児島市北部斎場[41]
- 鹿児島市竹産業振興センター[42][43]

### 教育
- 鹿児島市立小山田小学校[44]
- 惠光幼稚園[45]

### 郵便局
- 鹿児島西郵便局[46]
- 鹿児島小山田簡易郵便局[47]

### 寺社
- 諏訪神社[15]
- 本願寺鹿児島別院小山田出張所
- 高城神社
- 秋葉神社

## 教育

### 小・中学校の学区
市立小・中学校に通う場合、学区（校区）は以下の通りとなる。
| 町丁     | 番・番地       | 小学校                 | 中学校               |
| -------- | -------------- | ---------------------- | -------------------- |
| 小山田町 | 河頭地区       | 鹿児島市立伊敷小学校   | 鹿児島市立河頭中学校 |
| 小山田町 | 上記を除く全域 | 鹿児島市立小山田小学校 | 鹿児島市立河頭中学校 |

## 交通

### 道路

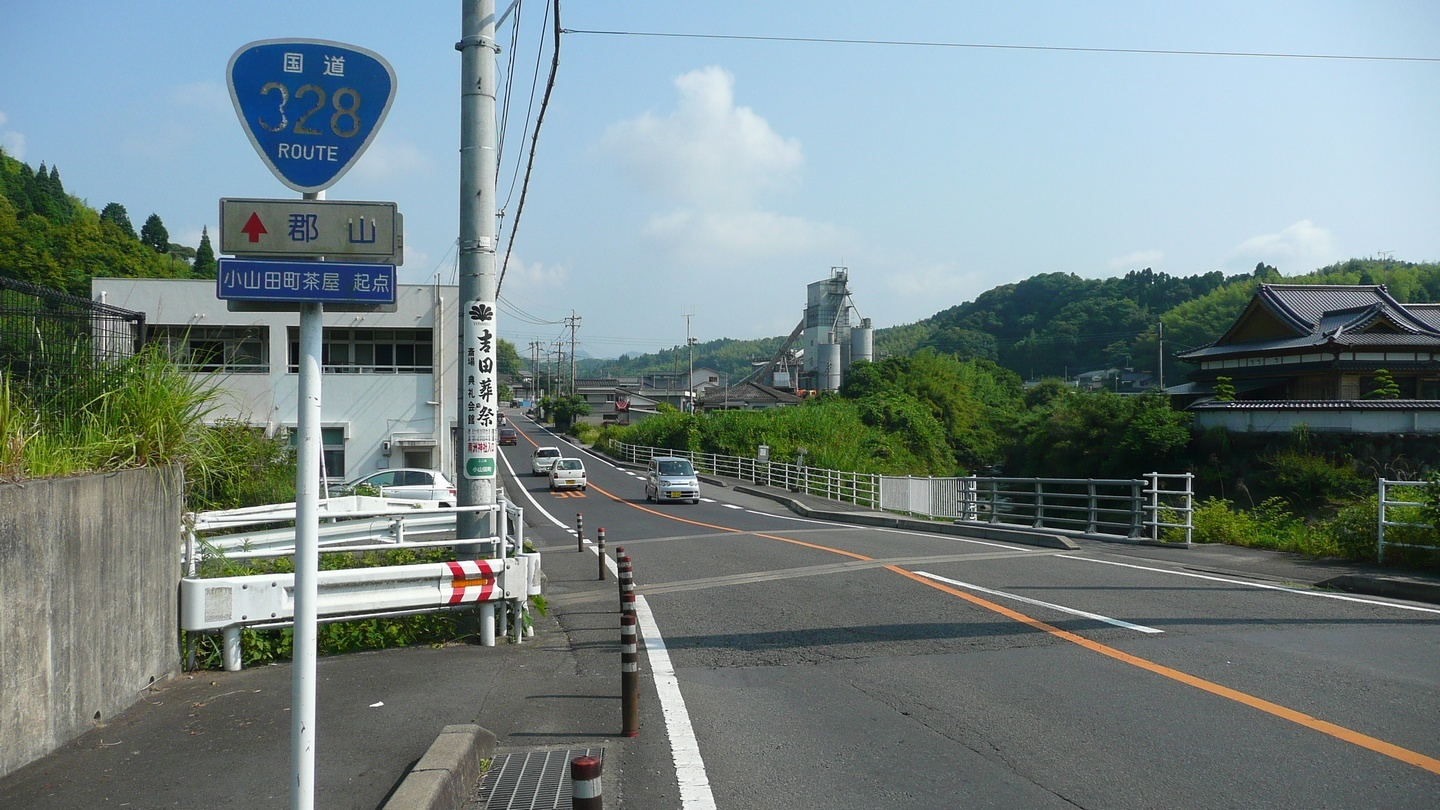
小山田町交差点（国道328号始点）付近

一般国道
- 国道3号
- 国道328号

一般県道
- 鹿児島県道210号小山田谷山線
- 鹿児島県道211号小山田川田蒲生線